# نان چای

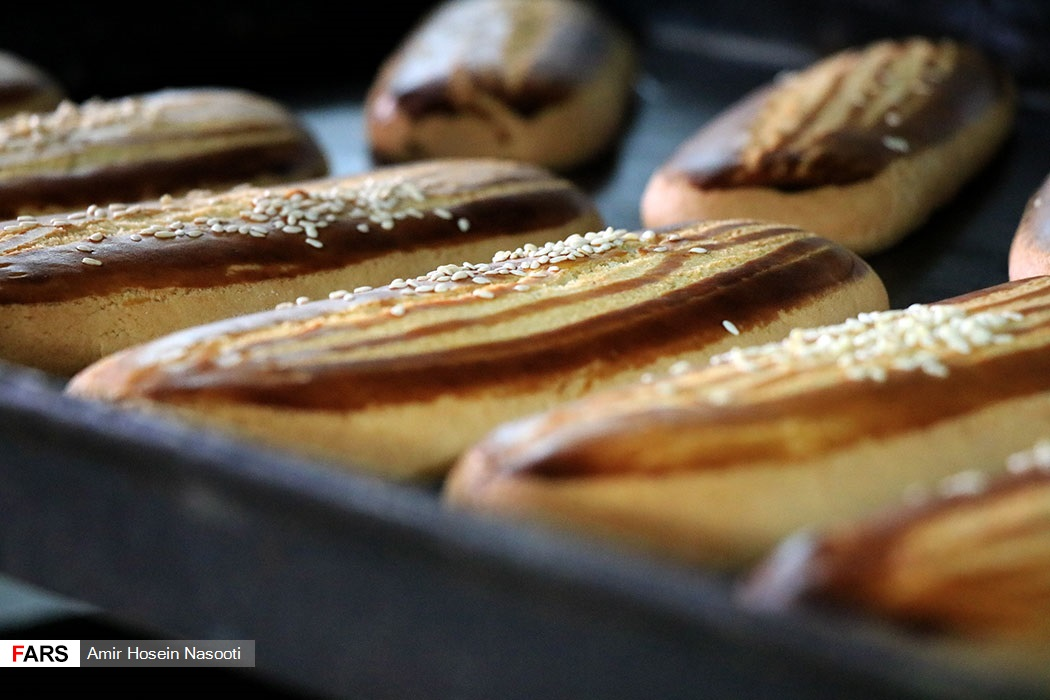
نان چای زنجان

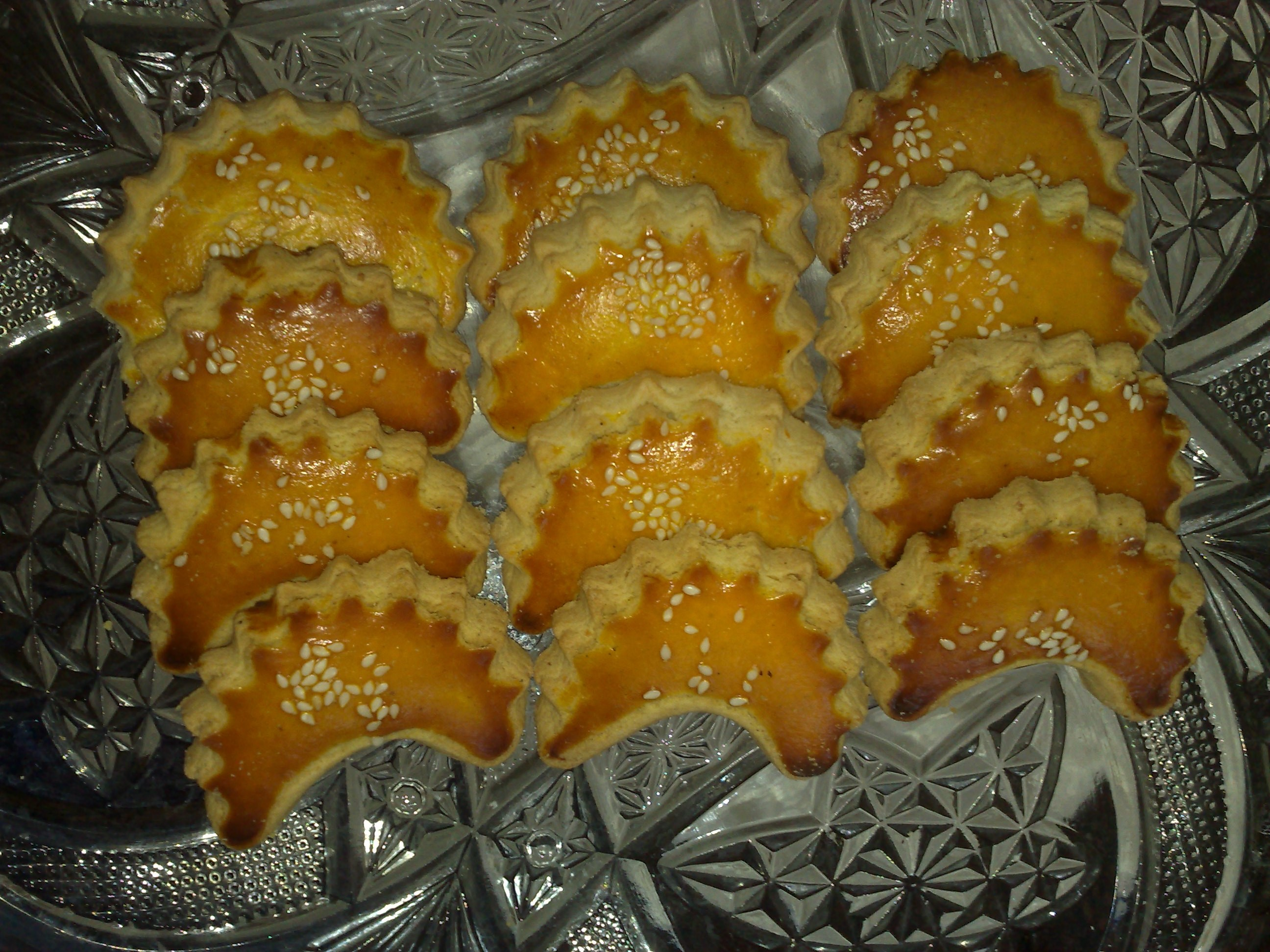
نان چای قزوین

نان چای نوعی شیرینی سنتی شهرهای زنجان و قزوین است که در ایام نوروز و ماه مبارک رمضان شاید بدون آن سفره افطار و نوروز مردمان زنجان و قزوین صفایی نداشته باشد.
نان چای زنجان نرم و تر و نان چای قزوین خشک و ترد است.
نان چای در واقع یک بیسکویت سنتی است که فرمول ساده‌ای دارد.
نان چای یا به زبان محلی چای چورک نوعی نان مخصوص است که از آرد، آب، شیر، شکر، تخم مرغ، روغن مایع و کنجد در اندازه‌های کوچک پخته می‌شود.

## نگارخانه

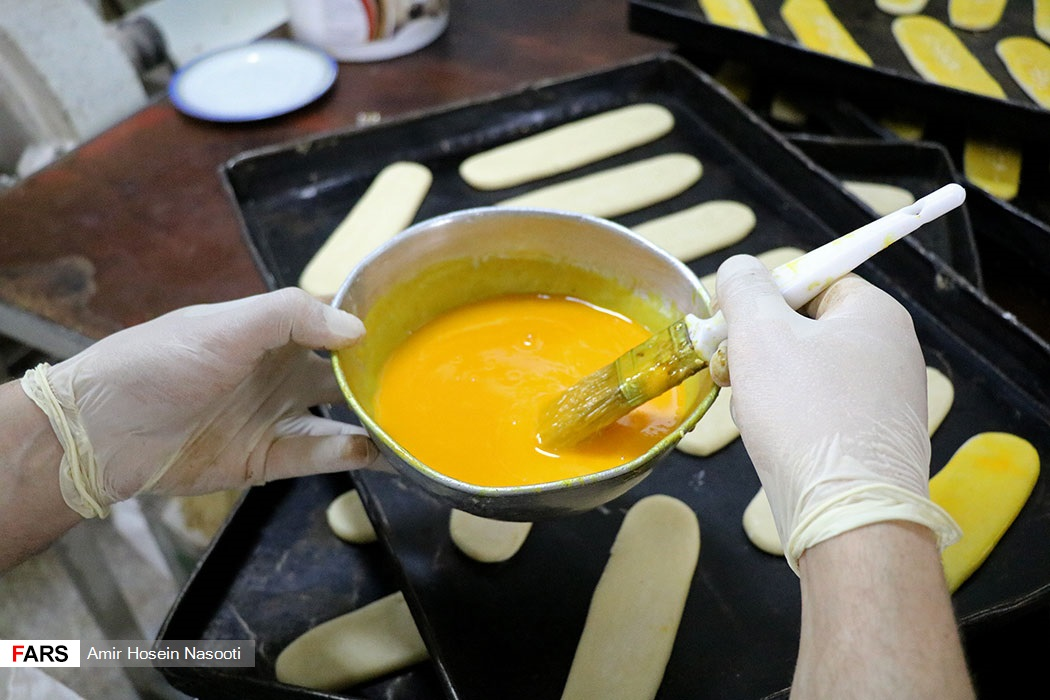
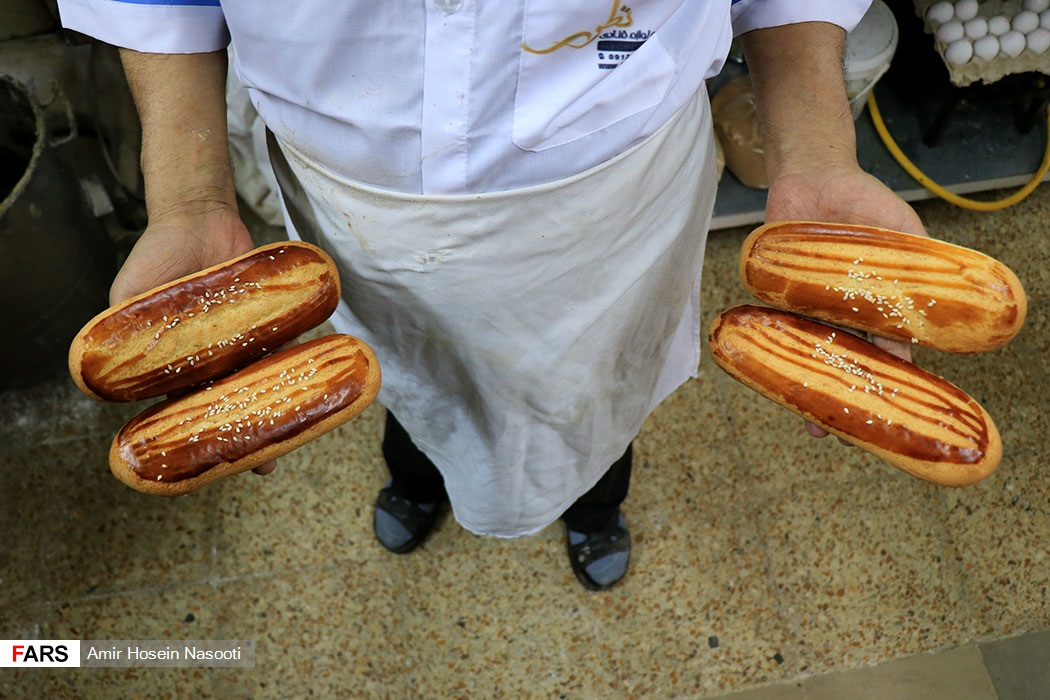
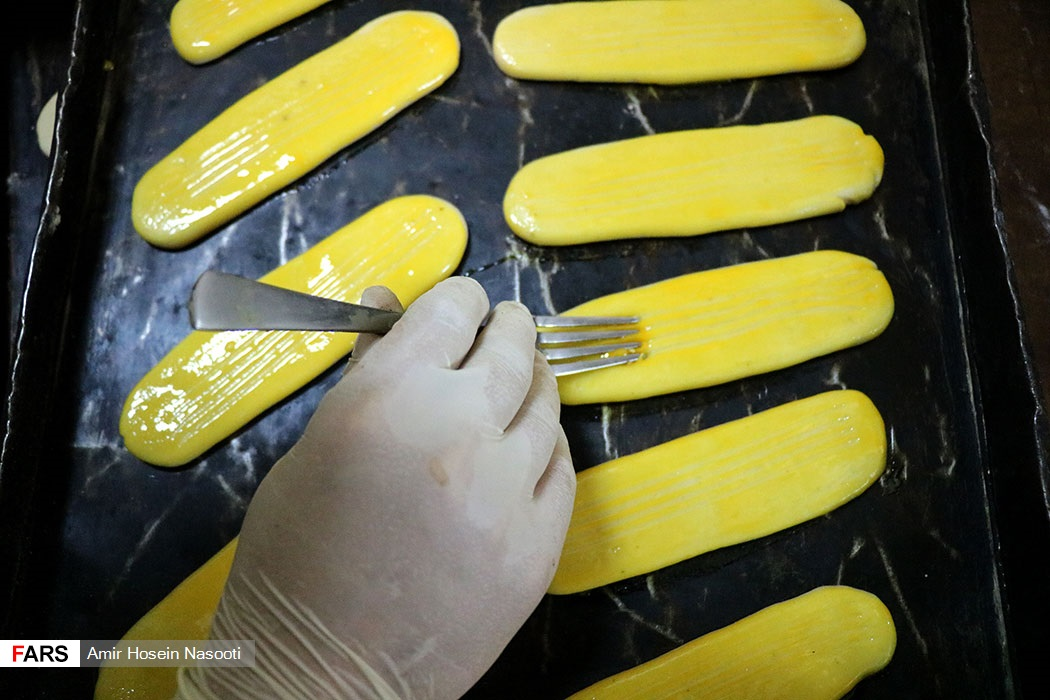
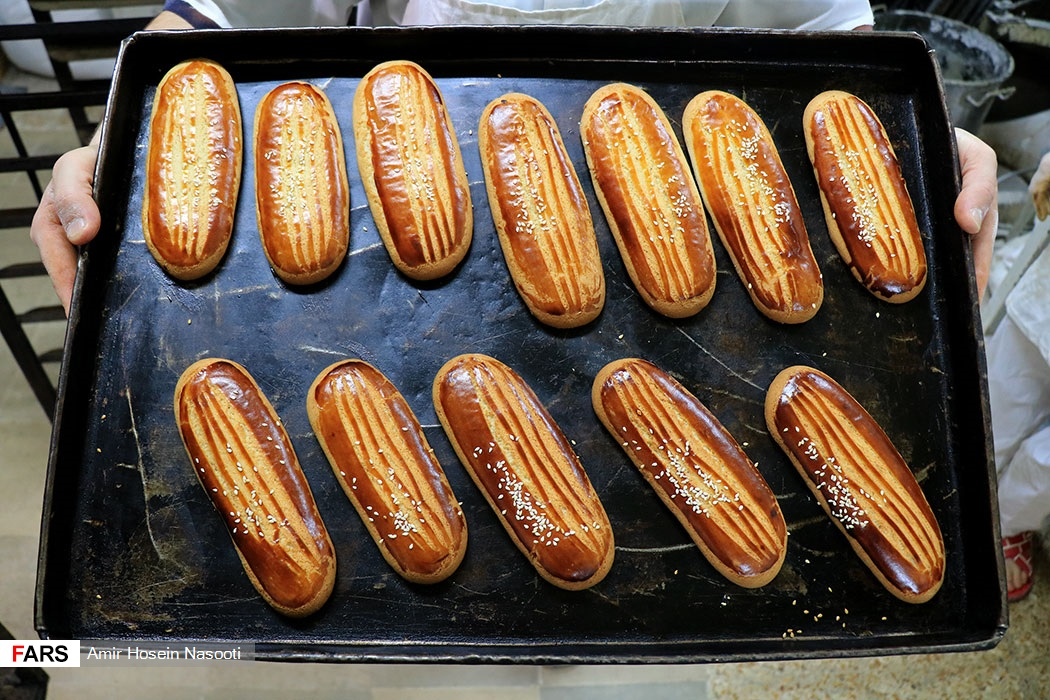
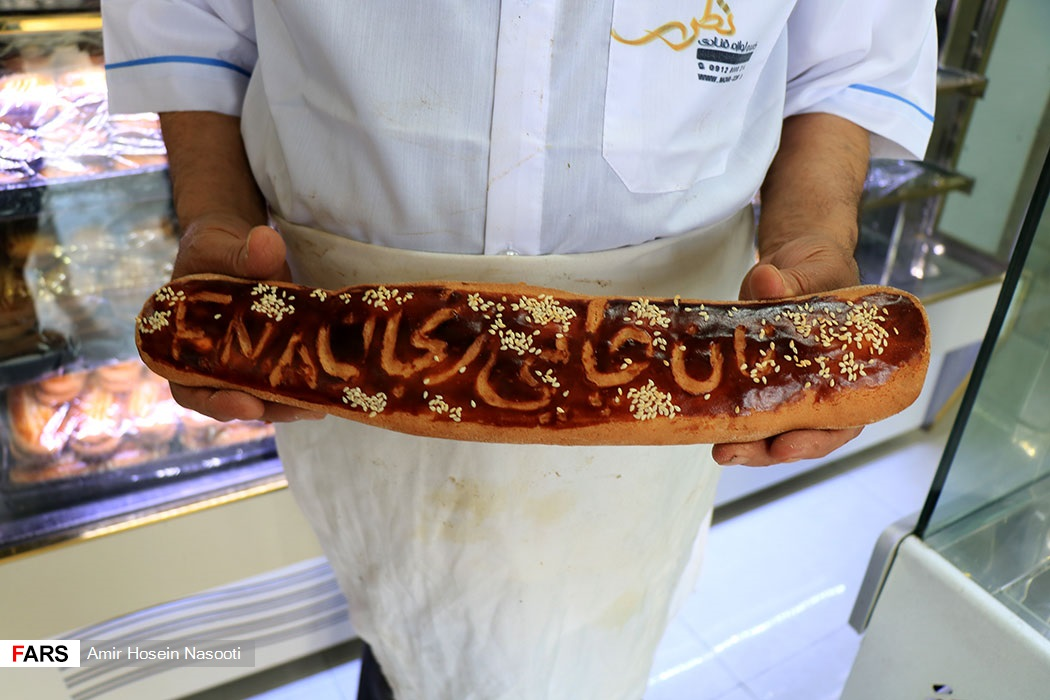
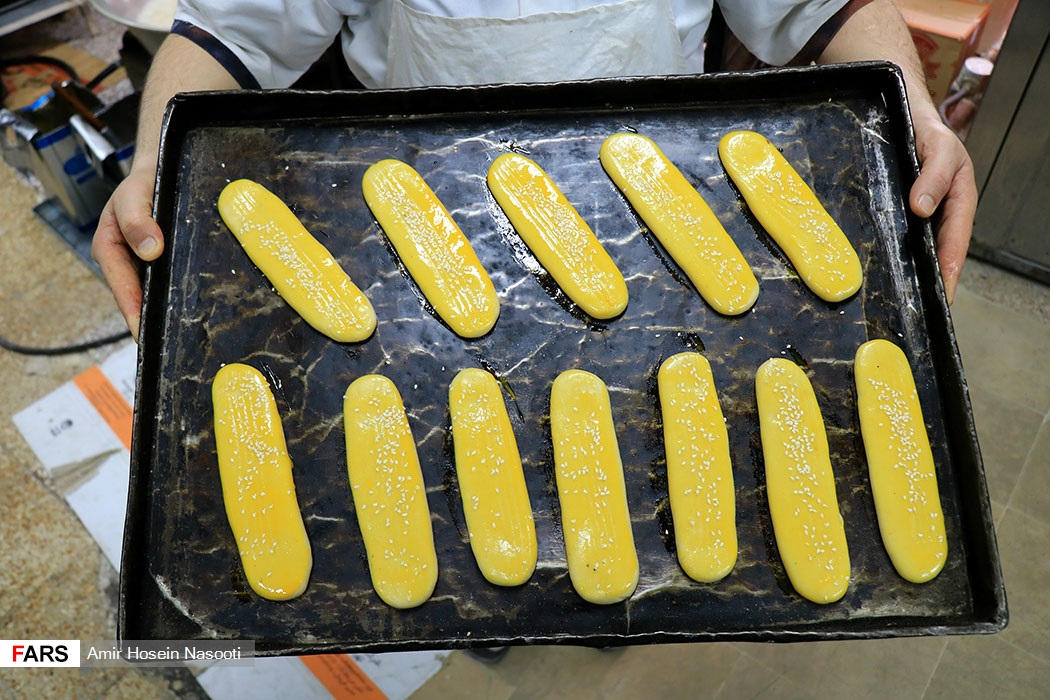
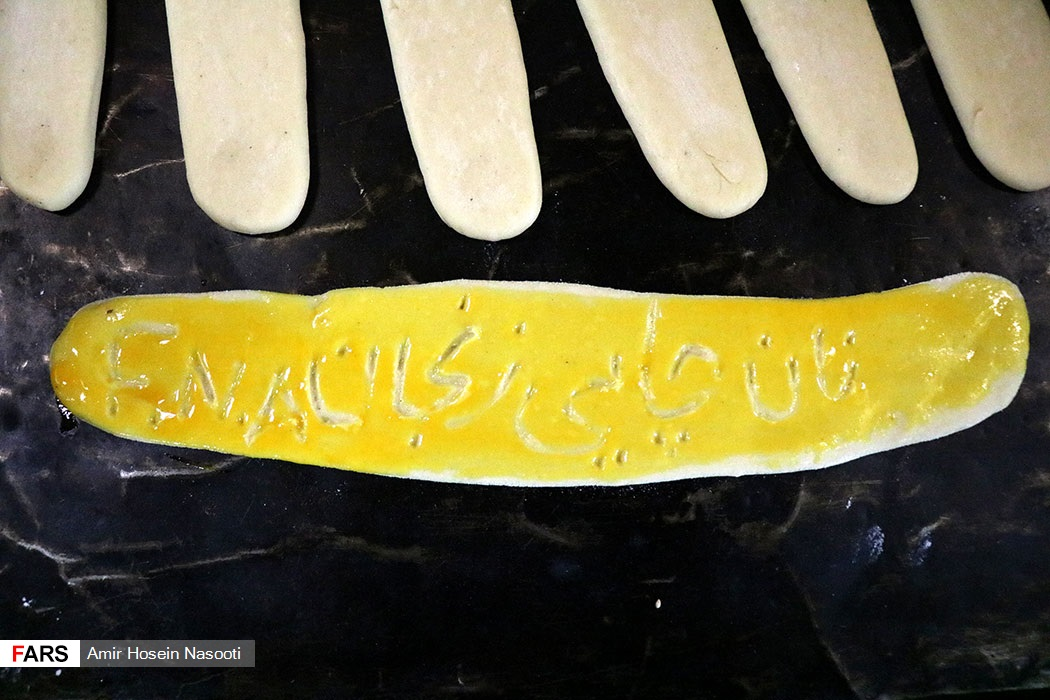
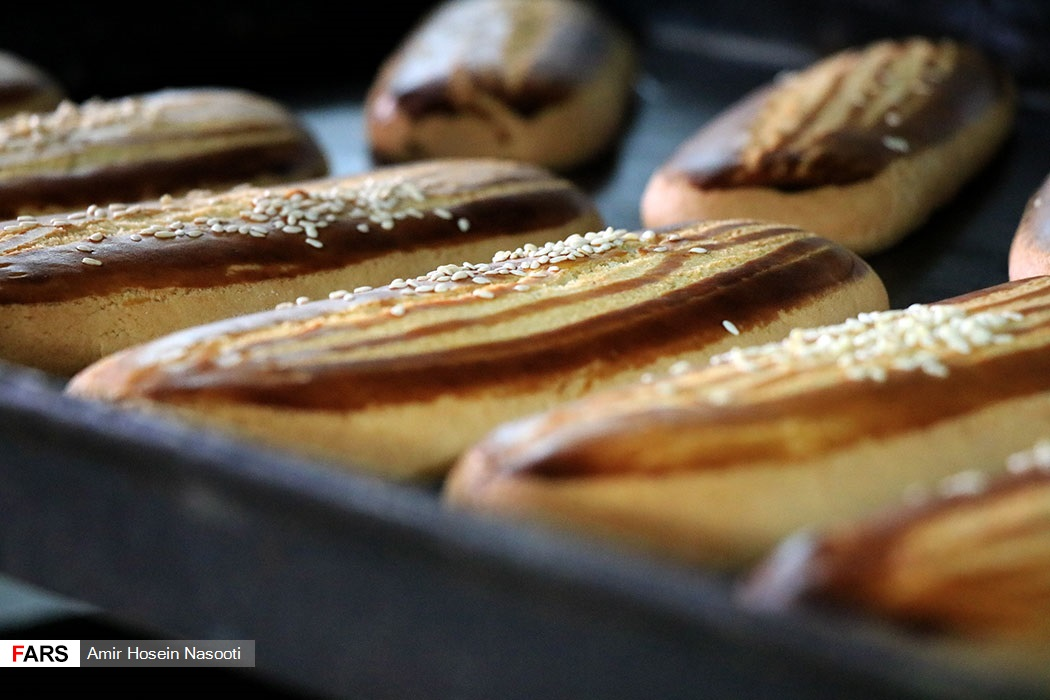